# Silviu Izvoranu
Silviu Izvoranu (ur. 3 grudnia 1982 w Gałaczu, Rumunia) – rumuński piłkarz, grający na pozycji obrońcy, a wcześniej defensywnego pomocnika.

## Kariera piłkarska

### Kariera klubowa
Wychowanek klubu Dunărea Galați, w którym rozpoczął karierę piłkarską. W styczniu 2004 podpisał profesjonalny kontrakt z Oțelul Galați, w którym występował przez 2 lata. Od początku 2006 grał w Politehnica Timiszoara. Latem 2007 przeszedł do FC Dinamo Bukareszt, skąd został wypożyczony do klubów Astra Ploeszti i Internațional Curtea de Argeș. Latem 2010 odszedł do Universitatei Kluż-Napoka. W lutym 2011 roku podpisał 2,5-letni kontrakt z ukraińskim klubem Wołyń Łuck. Po zakończeniu sezonu 2012/13 opuścił łucki klub. W 2013 został zawodnikiem CSU Krajowa.

### Kariera reprezentacyjna
Występował w młodzieżowej reprezentacji Rumunii.

## Sukcesy i odznaczenia

### Sukcesy klubowe
- brązowy medalista Mistrzostw Rumunii: 2009
- finalista Pucharu Rumunii: 2007